# Open Cirrus
Open Cirrus ist eine 2008 von HP, Intel und Yahoo gegründete Initiative, die es sich zum Ziel gesetzt hat, zu Forschungszwecken einen kompletten Open-Source-Cloud-Computing-Stack zu entwickeln.

## Motivation und Ziele
Ausgangslage war die Situation, dass nur die großen Cloud-Computing-Betreiber wie Google, Microsoft, Amazon oder Yahoo Zugriff auf große, verteilte Rechenzentren zum Entwickeln und Testen von neuen Systemen und Diensten haben, während die meisten Forscher auf Simulationen oder kleine Cluster zurückgreifen müssen. Mit Open Cirrus soll es ermöglicht werden, auf niedriger Ebene auf Software und Hardware zugreifen zu können, also zum Beispiel Betriebssysteme zu installieren, direkt auf Hardwarefunktionen zugreifen zu können oder Daemons zu betreiben. Dazu besteht das Projekt aus heterogenen Standorten auf der ganzen Welt um mehrere verschiedene Rechenzentren einsetzen zu können.
Mit Open Cirrus soll die Entwicklung neuer Cloud-Computing-Anwendungen und Forschung auf Anwendungsebene gefördert werden. Die Plattform soll auch für Anwendungen im Echtbetrieb zur Verfügung stehen.
Weiterhin stellt Open Cirrus eine Sammlung von experimentellen Daten zur Verfügung, die zur Durchführung von qualitativ hochwertiger Forschung nötig sind.
Um die weitere Verbreitung von Cloud Computing zu fördern, entwickelt Open Cirrus einen quelloffenen Cloud-Computing-Stack und zugehörige, nichtproprietäre APIs.

## Beteiligte Unternehmen und Institutionen
An dem Projekt waren 2010 beteiligt:
- Carnegie Mellon University
- Electronics and Telecommunications Research Institute in Südkorea
- HP Labs
- Infocomm Development Authority in Singapur
- Intel Research
- Karlsruher Institut für Technologie
- Malaysian Institute of Microelectronic Systems
- National Science Foundation
- Russische Akademie der Wissenschaften
- University of Illinois at Urbana-Champaign
- Yahoo Research